# Новонікольське (Яйський округ)
Новонікольське (рос. Новоникольское) — селище у складі Яйського округу Кемеровської області, Росія.

## Населення
Населення — 13 осіб (2010; 31 у 2002).
Національний склад (станом на 2002 рік):
- росіяни — 100 %